# Língua mure
O Mure foi uma língua isolada da Bolívia.

## Vocabulário
Algumas palavras em mure:
| Português | Mure   |
| --------- | ------ |
| três      | raare  |
| céu       | apina  |
| terra     | tiemao |
| dias      | tovona |
| nome      | vee    |
| nós       | sere-  |

## Textos
Algumas orações em mure (Teza 1868):

### Pai Nosso
Core papa matichico vuanapina sciriquiticacayo vuanataa mivee:

viquitiscianca mi reyno:

sciriquititietaa mepapala huachimesno, otichana vuanapina.

Seramevuae mirimanovohtate vire:

miriquiacaravna nate serepecatovuae, otichana sererivuae serasciquiacaravuaco velene:

miritacamitate pecato, miritacamitate tascacae lapena.

Amen.
Em português:
Padre-Nosso, que estais no Céu:
1. Santificado seja o vosso nome.
2. Venha a nós o vosso reino.
3. Seja feita a vossa vontade, assim na terra como no Céu.
4. O pão nosso de cada dia nos dai hoje.
5. Perdoai-nos as nossas dívidas assim como nós perdoamos aos nossos devedores.
6. E não nos deixeis cair em tentação.
7. Mas livrai-nos do mal. Amém

### Ave Maria
Ave María netacoco gracia,

Dios neneyta,

coni tanascaca nerememeco,

chane rememena neca Jesús.

Santa María vemama Dios sererivuae serelapeta miritacataatate vire,

chane seretamivahtay.

Amen.
Em português:
Ave, Maria, cheia de graça,
o Senhor é convosco.
Bendita sois vós entre as mulheres,
e Bendito é o Fruto do vosso ventre, Jesus.
Santa Maria, Mãe de Deus,
rogai por nós, pecadores,
agora e na hora de nossa morte.
Amém.